# Mukoidzyste

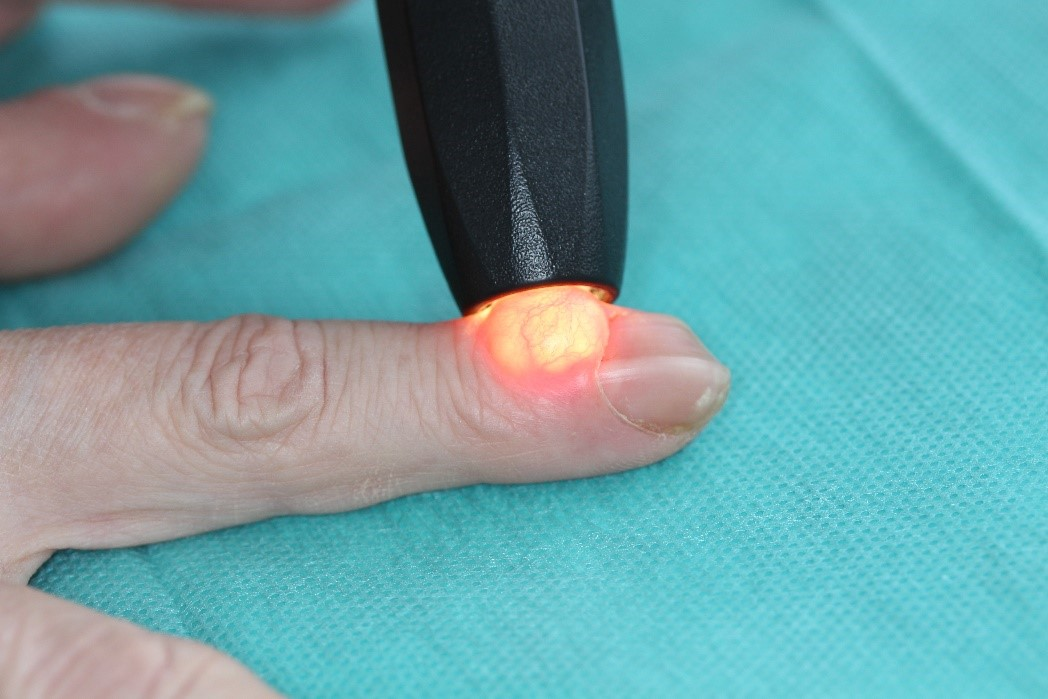
Illustration der Translumineszenz einer Mukoidzyste mit Eindellung des Nagels

Eine Mukoidzyste (Synonym Dorsalzyste) ist eine Ansammlung von Gelenkflüssigkeit (Synovia) in Form einer Aussackung des streckseitigen Endgelenks der Finger, des Daumens oder der Zehen. Es handelt sich um eine gutartige Schwellung (Tumor). In 75 % der Fälle treten Mukoidzysten bei Frauen auf, meist zwischen dem 40. und 70. Lebensjahr. Die Schwellung enthält eine dickflüssige, durchsichtige und gelbliche Flüssigkeit. Die Hülle von Mukoidzysten besteht aus lockeren unregelmäßigen Kollagenfibrillen. Die stielförmige Verbindung zum Gelenk der Zyste wird von einer Zellschicht (Epithel) ausgekleidet. Da Zysten in der Regel eine äußere Zellschicht aufweisen, werden Mukoidzysten auch als Pseudozysten bezeichnet. Überbeine (Ganglien) sind Aussackungen der Gelenkhaut am Handgelenk und treten im Unterschied zu Mukoidzysten auch in jüngeren Jahren auf.

## Ursache und Folgen
Es wird angenommen, dass Druck und Scherkräfte bei einem Verschleiß des Endgelenks zu einer übermäßigen Bildung von Gelenkflüssigkeit führt. Die zunehmende Flüssigkeit führt zu einer Aussackung des Gewebes an der Stelle des geringsten Widerstandes. Üblicherweise tritt die Zyste seitlich der Strecksehne hervor. Der Druck der zunehmenden Flüssigkeitsansammlung auf die Nagelwurzel führt zu einer muldenförmigen Eindellung des Nagels. Große Zysten können bei einer unachtsamen Tätigkeit verletzt werden. Bei einer Verletzung der Mukoidzyste heilt die ausgedünnte Haut nur langsam. Die fortdauernde Entleerung von Flüssigkeit aus einer eröffneten Zyste bedingt ebenfalls einen langwierigen Heilungsverlauf. Die verzögerte Heilung und die unmittelbare Verbindung zum Gelenk birgt eine hohe Entzündungsgefahr. Entzündungen der Gelenke (Arthritis) oder der Knochen (Osteitis) sind schwierig zu behandeln und hinterlassen auch nach erfolgreicher Behandlung häufig bleibende Einschränkungen.

## Symptome
Eine Beeinträchtigung durch eine ästhetisch störende Schwellung streckseitig des Fingerendgelenks und eine Nagelverformung sind meistens der Anlass eines Arztbesuches. Eine Einschränkung der Beweglichkeit ist gelegentlich vorhanden, wird jedoch selten wahrgenommen. Nur sehr gelegentlich leiden die Betroffenen unter Schmerzen.

## Diagnose
Mukoidzysten fallen bei einer handchirurgischen Untersuchung durch eine sichtbare und tastbare Schwellung am streckseitigen Endgelenk auf. Die Größe von Mukoidzysten ist variabel (bis zu 12 Millimeter). Bei großen Zysten kommt es zu einer Ausdünnung der Haut. Große Mukoidzysten muten daher wie eine Brandblase an. Typischerweise leuchten Mukoidzysten bei der Durchleuchtung mit einer Taschenlampe hell auf (Diaphanoskopie). Mukoidzysten können durch die Diaphanoskopie von anderen Schwellungen an den Streckseiten der Finger abgegrenzt werden. Zu diesen Erkrankungen gehören „knuckel pads“ oder subkutane Fibrome im Rahmen der Dupuytren'schen Erkrankung, Epidermoidzysten, Xanthome, Riesenzelltumore, Fremdkörper Granulome oder Gichttophi. Mukoidzysten sind häufig mit einem Gelenkverschleiß vergesellschaftet. Bei einem Verschleiß des Fingerendgelenks spricht man von einer Heberden-Arthrose. Von Bedeutung ist der Gelenkverschleiß, wenn Gelenkschmerzen oder eine Bewegungseinschränkung vorliegen. Dann empfiehlt sich eine Röntgenuntersuchung des betroffenen Fingers in zwei Ebenen.

## Behandlung
Die Empfehlung zur chirurgischen Entfernung einer Mukoidzyste leitet sich aus der Entzündungsgefahr einer eröffneten Mukoidzyste ab. Chirurgen mit der Zusatzbezeichnung Handchirurgie sind mit der Entfernung von Mukoidzysten vertraut. In der Regel wird unter der optischen Vergrößerung einer Lupenbrille operiert, um die Nagelwurzel nicht zu verletzen. Für beste Sichtverhältnisse wird für die Dauer der Operation kurzzeitig die Blutzufuhr unterbunden (Blutleere). Bei einem chirurgischen Eingriff wird die Zyste mit der ausgedünnten Haut und die Verbindung zum Gelenk entfernt. Kleine knöcherne Gelenkanbauten (Osteophyten) werden abgetragen. Um einem Flüssigkeitsverhalt vorzubeugen, wird das Gelenk ausgespült. Ein wesentlicher Schritt der Operation ist der spannungsfreie Verschluss der Wunde. Für eine ungestörte Heilung der auf den ersten Blick unscheinbar kleinen Wunde bedarf es einer Lappenplastik. Hierfür wird das Gewebe von körpernah nach körperfern verschoben (Lappenplastik). Werden plastisch chirurgische Techniken nicht angewandt, besteht die Gefahr, dass die Wunde bei der Beugung des Fingers aufplatzt. Wenn der Finger in eine Schiene für die Dauer der Wundheilung ruhigstellt wird, besteht die Gefahr der Einsteifung. Nach der chirurgischen Entfernung der Mukoidzyste, der Gelenkverbindung und dem Wundverschluss mit einer Gewebeverschiebung ist ein Wiederkehren der Zyste selten, aber nicht ausgeschlossen. Liegt darüber hinaus eine schmerzhafte Bewegungseinschränkung des Endgelenks vor, kann eine Versteifung des Endgelenks (Arthrodese) erwogen werden. Nach einer Versteifung des Endgelenks kann eine Mukoidzyste nicht wiederkehren. Nagelverformungen wachsen sich nach Entfernung einer Mukoidzyste in der Regel aus. Die chirurgische Entfernung ist anderen Behandlungsformen (Kryotherapie, Kortisoninfiltration, Sklerosierung) überlegen. Das Aufstechen von Mukoidzysten gilt heutzutage als obsolet, da die Mukoidzysten in 30 bis 100 % der Fälle wiederkehren und ein hohes Entzündungsrisiko besteht.